# 齋藤康一
齋藤 康一（さいとう こういち、1935年3月31日 - ）は、日本の写真家。東京都品川区生まれ。
東京学芸大学附属竹早中学校、東京都立竹早高等学校卒業後、日本大学芸術学部写真学科入学。
大学在学中、写真家林忠彦の助手を19歳から務めた後、写真家秋山庄太郎の助手となった。1959年大学卒業後フリーとなった。
週刊誌・月刊誌等に数多くの人物写真および、ルポルタージュを多数掲載。
1965年、第一回日中青年大交流に日本写真家協会より参加、以後、80回中国各地を訪問、取材する。日本写真家協会名誉会員。日本写真協会監事。
1976年、第7回講談社出版文化賞をシリーズ「この人」にて受賞。1988年には日本写真協会年度賞。2014年、第9回飯田市藤本四八写真文化賞受賞。　

## 出演番組
- 趣味講座 カメラ技法入門（1981年 - 1982年、NHK教育）

## 主な写真集、著作
- 1973年 『平和への行脚』（講談社）
- 1985年 『蘇州にて』（キャノンクラブ・潮出版社）
- 1987年 『この人この時』（光村印刷）
- 1992年 『人物写真のプロテクニック』（ビデオ/TDKコア）
- 1993年
  - 『1965年中国』（光村印刷）
  - 『上海 '92-'93』（日本カメラ社）
- 1996年
  - 『北京 '95-'96』（日本カメラ社）
  - 『花・人物・風景を撮る』（写真教本・婦人画報社）
- 1998年 『先輩・後輩・仲間たち』（日本写真企画）
- 2001年 『中国万華鏡』CD-ROM
- 2007年 『昭和の肖像』（玉川大学出版社）
- 2013年 『写真家たちの肖像ー先輩・後輩・仲間たち』（日本写真企画）